# Medalistki mistrzostw Polski seniorów w biegu 24-godzinnym
Medalistki mistrzostw Polski seniorów w biegu 24-godzinnym – zdobywczynie medali seniorskich mistrzostw Polski w konkurencji biegu 24-godzinnego.
Bieg 24-godzinny kobiet w randze mistrzostw Polski rozgrywany jest od 2010 roku.
Aktualny rekord mistrzostw Polski seniorów w biegu 24-godzinnym wynosi 261 kilometrów 060 metrów i został ustanowiony przez Małgorzatę Pazda-Pozorską podczas mistrzostw w 2020 w Pabianicach.

## Medalistki
| NR – rekord kraju |

| Mistrzostwa    | 1. miejsce                                | Rezultat          | 2. miejsce                                      | Rezultat       | 3. miejsce                                      | Rezultat     |
| Katowice 2010  | Aleksandra Niwińska AZS AWF Katowice      | 217 km 153 m (NR) | Agnieszka Mizera AZS AWF Katowice               | 185 km         | Barbara Muzyka KB Arturówek Łódź                | 175 km       |
| Katowice 2011  | Aleksandra Niwińska AZS AWF Katowice      | 220 km 676 m (NR) | Alicja Banasiak Sprint Bielsko Biała            | 202 km 307,5 m | Agnieszka Mizera AZS AWF Katowice               | 182 km 931 m |
| Katowice 2012  | Aleksandra Niwińska AZS AWF Katowice      | 206 km 864 m      | Alicja Banasiak Sprint Bielsko Biała            | 193 km 296 m   | Agnieszka Mizera AZS AWF Katowice               | 187 km 26 m  |
| Katowice 2013  | Aleksandra Niwińska AZS AWF Katowice      | 216 km 304 m      | Patrycja Bereznowska AZS AWF Katowice           | 204 km 295 m   | Dorota Szeszko AZS AWF Katowice                 | 199 km 378 m |
| Katowice 2014  | Patrycja Bereznowska AZS AWF Katowice     | 214 km 014 m      | Agata Matejczuk KS Alaska Łódź                  | 204 km 181 m   | Dorota Szeszko AZS AWF Katowice                 | 187 km 242 m |
| Łyse 2015      | Patrycja Bereznowska AZS AWF Katowice     | 238 km 197 m      | Milena Grabska-Grzegorczyk UKS Azymut Pabianice | 209 km 711 m   | Agata Matejczuk KS Alaska Łódź                  | 189 km 646 m |
| Kraków 2016    | Patrycja Bereznowska AZS AWF Katowice     | 225 km 727 m      | Aneta Rajda TL Pogoń Ruda Śląska                | 214 km 172 m   | Dorota Szeszko AZS AWF Katowice                 | 186 km 088 m |
| Łódź 2017      | Patrycja Bereznowska AZS AWF Katowice     | 256 km 246 m (NR) | Aleksandra Niwińska LKS Olymp Błonie            | 245 km 101 m   | Agata Matejczuk KS Alaska Łódź                  | 230 km 037 m |
| Łyse 2018      | Patrycja Bereznowska AZS AWF Katowice     | 232 km 390 m      | Aneta Rajda TL Pogoń Ruda Śląska                | 228 km 399 m   | Kamila Wróbel CWKS Resovia Rzeszów              | 205 km 013 m |
| Supraśl 2019   | Aneta Rajda TL Pogoń Ruda Śląska          | 223 km 000 m      | Hanna Nejfeld Wieliszew Heron Team              | 201 km 776 m   | Joanna Lorenc KS Endorfiny Wąsosz               | 198 km 529 m |
| Pabianice 2020 | Małgorzata Pazda-Pozorska AML Słupsk      | 261 km 060 m (NR) | Patrycja Bereznowska Wieliszew Heron Team       | 241 km 571 m   | Aneta Rajda TL Pogoń Ruda Śląska                | 233 km 951 m |
| Pabianice 2021 | Patrycja Bereznowska Wieliszew Heron Team | 242 km 827 m      | Aneta Rajda TL Pogoń Ruda Śląska                | 232 km 857 m   | Natalia Tejchma KS Team ZabieganeDni Warszawa   | 209 km 296 m |
| Pabianice 2022 | Aleksandra Niwińska LKS Olymp Błonie      | 255 km 587 m      | Milena Grabska-Grzegorczyk UKS Azymut Pabianice | 220 km 035 m   | Anna Kapica CWKS Resovia Rzeszów                | 214 km 051 m |
| Pabianice 2023 | Patrycja Bereznowska Wieliszew Heron Team | 240 km 778 m      | Milena Grabska-Grzegorczyk UKS Azymut Pabianice | 226 km 032 m   | Anna Kapica CWKS Resovia Rzeszów                | 223 km 708 m |
| Pabianice 2024 | Patrycja Bereznowska Wieliszew Heron Team | 263 km 178 m (NR) | Anna Kapica CWKS Resovia Rzeszów                | 232 km 533 m   | Milena Grabska-Grzegorczyk UKS Azymut Pabianice | 223 km 038 m |

## Klasyfikacja medalowa
W historii mistrzostw Polski seniorów na podium tej imprezy stanęło w sumie 15 zawodniczek, a tytuły mistrzyni kraju zdobywały 4 zawodniczki.
| Lp. | Zawodnik                   | Złoto | Srebro | Brąz | Razem |
| 1.  | Patrycja Bereznowska       | 8     | 2      | 0    | 10    |
| 2.  | Aleksandra Niwińska        | 5     | 1      | 0    | 6     |
| 3.  | Aneta Rajda                | 1     | 3      | 1    | 5     |
| 4.  | Małgorzata Pazda-Pozorska  | 1     | 0      | 0    | 1     |
| 5.  | Milena Grabska-Grzegorczyk | 0     | 3      | 1    | 4     |
| 6.  | Alicja Banasiak            | 0     | 2      | 0    | 2     |
| 7.  | Anna Kapica                | 0     | 1      | 2    | 3     |
| 8.  | Agata Matejczuk            | 0     | 1      | 2    | 3     |
| 9.  | Agnieszka Mizera           | 0     | 1      | 2    | 3     |
| 10. | Hanna Nejfeld              | 0     | 1      | 0    | 1     |
| 11. | Dorota Szeszko             | 0     | 0      | 3    | 3     |
| 12. | Barbara Muzyka             | 0     | 0      | 1    | 1     |
| 13. | Joanna Lorenc              | 0     | 0      | 1    | 1     |
| 14. | Natalia Tejchma            | 0     | 0      | 1    | 1     |
| 15. | Kamila Wróbel              | 0     | 0      | 1    | 1     |